# Eliã (filho de Aitofel)
Eliã, cujo nome quer dizer "Deus do povo (minha patria)", "meu Deus é parente", "povo de Deus", é o nome de um ou dois personagens da Bíblia, cuja identificação é conjectural.
Eliã é um dos trinta guerreiros do Rei Davi, ele é filho de Aitofel, da cidade de Giló; Aitofel era um conselheiro de Davi que, depois, virou traidor e apoiou a revolta de Absalão.
Outro Eliã, ou possivelmente o mesmo Eliã, é mencionado como o pai de Bate-Seba, esposa de Urias, o heteu. Urias também era um dos valentes de Davi.